# Corridor du Littoral
Le Corridor du Littoral est une piste cyclable, segment urbain de la Route Verte 5, située dans la ville de Québec. Elle débute à Cap-Rouge puis longe le fleuve Saint-Laurent, notamment sur la promenade Samuel-De Champlain, jusqu'aux Chutes Montmorency.

## Description

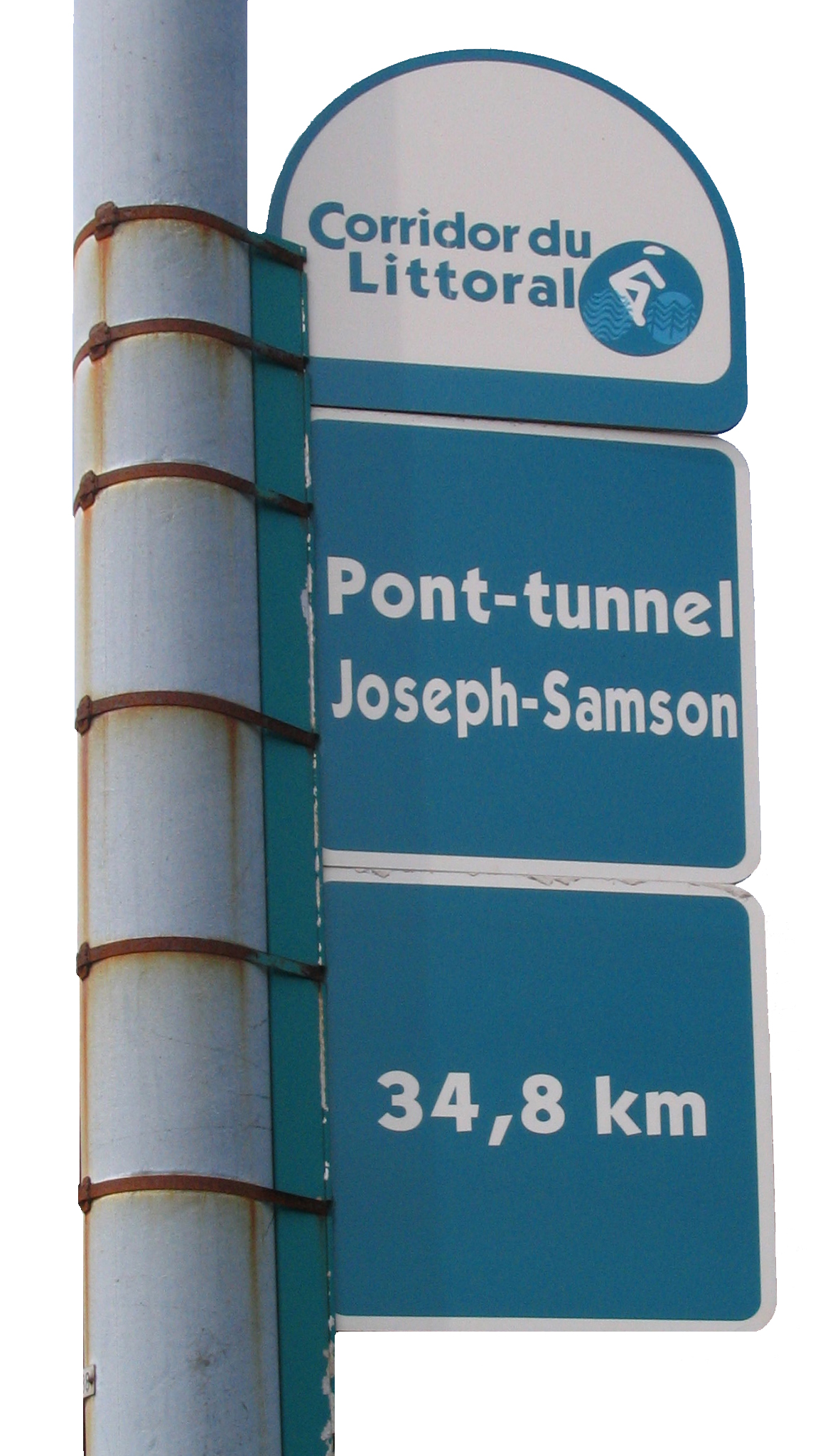
Signalisation standardisée du Corridor

Avec près de 50 kilomètres de piste asphaltée et balisée, le Corridor du Littoral est la plus longue piste cyclable de la ville de Québec. On peut y pratiquer le cyclisme, le patin à roulettes et la marche sur cette piste qui se sépare en tronçons cyclables et pédestres à plusieurs endroits.
À son extrémité sud-est se trouve le Pont de Québec. Vient ensuite la Station des Cageux, une halte avec une tour d'observation qui donne la vue sur le pont. Le Corridor du Littoral se poursuit ensuite en parcourant dans toute sa longueur la promenade Samuel-De Champlain, un circuit de 2,5 kilomètres entre le fleuve et le boulevard Champlain situé dans l'arrondissement Sainte-Foy–Sillery–Cap-Rouge. Bien que les vents soufflent souvent sur cette portion, elle offre néanmoins une rare proximité avec le fleuve Saint-Laurent. Après avoir traversé la promenade, la piste cyclable continue en bordure de l'eau à flanc de colline jusqu'au Vieux-Québec. Elle traverse alors les secteurs historiques et touristiques comme le Petit Champlain et le Bassin Louise. On y retrouve entre autres un service de traversier qui permet de traverser sur la rive-Sud de Québec, à Lévis, pour rejoindre la Route Verte 1.
En continuant, à l'embouchure de la rivière Saint-Charles, il est possible de prendre le Corridor de la Rivière-Saint-Charles qui offre un très beau parcours longeant une rivière et menant dans les quartiers centraux. Un peu plus loin, près du Domaine de Maizerets, il est possible de prendre le Corridor des Cheminots qui conduit dans le nord de la ville. Le Corridor du Littoral longe ensuite pendant plusieurs kilomètres l'autoroute Dufferin-Montmorency jusque dans l'arrondissement de Beauport. En cours de route, un accès permet d'aller vers la Baie de Beauport. En poursuivant vers le nord-est, la piste se termine finalement aux Chutes Montmorency, à la frontière territoriale de la ville de Québec avec Boischatel. Par la suite, la Route Verte 5 continue sous le nom de la Véloroute Marie-Hélène-Prémont.